# Kotayk
Pour l’article homonyme, voir Kotayk (Kotayk).
Le Kotayk (en arménien Կոտայք) est un marz de l'Arménie situé au centre du pays, dont la capitale est Hrazdan. Il est bordé à l'ouest par le marz d'Aragatsotn, au nord par celui de Lorri, au nord-est par celui de Tavush, à l'est par celui de Gegharkunik, et au sud par celui d'Ararat et Erevan.

## Géographie
Le marz a une superficie de 2 089 km2, soit 7 % de la superficie totale du pays.

### Situation
|                     | Marz de Lorri  | Marz de Tavush      |
| Marz d'Aragatsotn   | marz de Kotayk | Marz de Gegharkunik |
| Communauté d'Erevan | Marz d'Ararat  |                     |

### Géographie physique
Le territoire du marz est situé au centre du pays. Les principales rivières sont la Hrazdan et l'Azat.

### Géographie humaine
Outre Hrazdan, la région compte six autres villes (« communautés urbaines »), Abovyan, Byureghavan, Charentsavan,  Eghvard, Nor-Hachn et Tsakhkadzor, et 60 « communautés rurales » (62 villages).
| Hrazdan | Kotayk | Nairi |
| 1. Aghavnadzor 2. Alapars 3. Artavaz 4. Arzakan 5. Bdjini 6. Charentsavan 7. Fantan 8. Hankavan 9. Hrazdan 10. Jrarat 11. Kaghsi 12. Karenis 13. Lernanist 14. Marmarik 15. Meghradzor 16. Solak 17. Tsakhkadzor | 1. Abovyan 2. Akunk 3. Aramus 4. Arinj 5. Arzni 6. Balahovit 7. Byureghavan 8. Dzoraghbyur 9. Garni 10. Geghadir 11. Geghard 12. Geghashen 13. Getargel 14. Goght 15. Hatis 16. Hatsavan 17. Jraber 18. Jrvej 19. Kamaris 20. Kaputan 21. Katnaghbyur 22. Kotayk 23. Mayakovski 24. Nor Gyugh 25. Nurnus 26. Ptghni 27. Sevaberd 28. Verin Ptghni 29. Voghjaberd 30. Zar 31. Zovashen 32. Zovk | 1. Aragyugh 2. Argel 3. Bujakan 4. Eghvard 5. Getamej 6. Kanakeravan 7. Karashamb 8. Kasakh 9. Mrgashen 10. Nor Artamet 11. Nor Erznka 12. Nor Geghi 13. Nor-Hachn 14. Proshyan 15. Saralanj 16. Teghenik 17. Zoravan 18. Zovuni |

## Histoire
Comme les autres marzer arméniens, le marz de Kotayk a été créé par la Constitution arménienne adoptée le 5 juillet 1995, mise en œuvre sur ce point par la loi relative à la division territoriale administrative de la République d'Arménie du 4 décembre 1995 et par le décret relatif à l'administration publique dans les marzer de la République d'Arménie du 2 mai 1997. Le marz de Kotayk a ainsi été constitué par la fusion de trois raions soviétiques : Hrazdan, Kotayk et Naïri.

## Démographie
La population du marz s'élève en 2011 à 282 100 habitants, soit 8,6 % de la population du pays.
| 1991    | 1993    | 1995    | 1997    | 1999    | 2001    | 2002    | 2003    |
| ------- | ------- | ------- | ------- | ------- | ------- | ------- | ------- |
| 302 000 | 302 200 | 282 400 | 282 700 | 279 700 | 273 000 | 272 600 | 272 400 |

| 2004    | 2005    | 2006    | 2007    | 2008    | 2009    | 2010    | 2011    |
| ------- | ------- | ------- | ------- | ------- | ------- | ------- | ------- |
| 273 100 | 274 200 | 275 100 | 276 200 | 277 800 | 278 800 | 280 600 | 282 100 |

En 2011, la population urbaine représente 56,1 % de la population totale.
| 1991            | 1993            | 1995            | 1997            | 1999            | 2001            | 2002            | 2003            |
| --------------- | --------------- | --------------- | --------------- | --------------- | --------------- | --------------- | --------------- |
| 193 000 109 000 | 190 600 111 600 | 170 500 111 900 | 169 800 112 900 | 166 400 113 300 | 156 400 116 600 | 154 000 118 600 | 153 600 118 800 |

| 2004            | 2005            | 2006            | 2007            | 2008            | 2009            | 2010            | 2011            |
| --------------- | --------------- | --------------- | --------------- | --------------- | --------------- | --------------- | --------------- |
| 153 800 119 300 | 154 200 120 000 | 154 500 120 600 | 155 100 121 100 | 155 800 122 000 | 156 200 122 600 | 157 400 123 200 | 158 300 123 800 |

| Hommes | Classe d’âge | Femmes |
| ------ | ------------ | ------ |
| 0,8    | 80 ans ou +  | 1,7    |
| 1,5    | 75 à 79 ans  | 2,0    |
| 2,7    | 70 à 74 ans  | 3,6    |
| 1,6    | 65 à 69 ans  | 2,0    |
| 3,2    | 60 à 64 ans  | 3,6    |
| 5,3    | 55 à 59 ans  | 5,8    |
| 8,0    | 50 à 54 ans  | 8,4    |
| 7,4    | 45 à 49 ans  | 8,2    |
| 5,6    | 40 à 44 ans  | 6,1    |
| 6,1    | 35 à 39 ans  | 6,1    |
| 8,3    | 30 à 34 ans  | 7,6    |
| 10,9   | 25 à 29 ans  | 10,0   |
| 10,7   | 20 à 24 ans  | 10,2   |
| 8,4    | 15 à 19 ans  | 7,9    |
| 6,6    | 10 à 14 ans  | 5,5    |
| 5,8    | 5 à 9 ans    | 5,1    |
| 7,1    | 0 à 4 ans    | 6,2    |

## Tourisme
Les sites de Garni, Geghard et Ketcharis sont des destinations touristiques très fréquentées. La station de ski de Tsakhkadzor, en plein développement, devient aussi un haut-lieu du tourisme d'hiver.

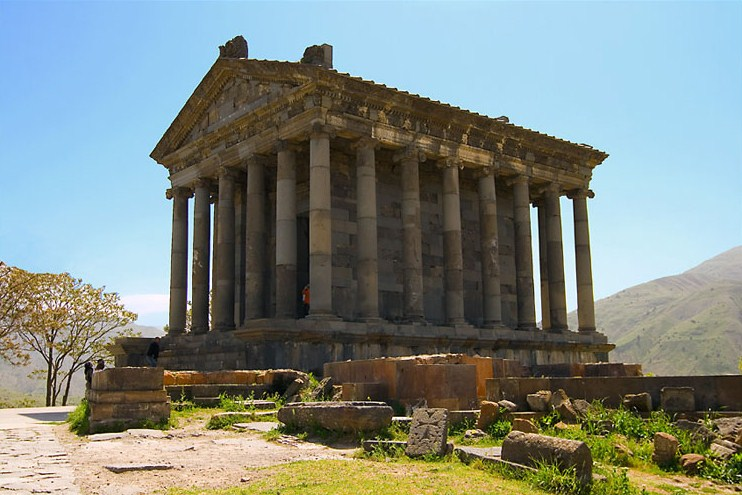
Temple de Garni.
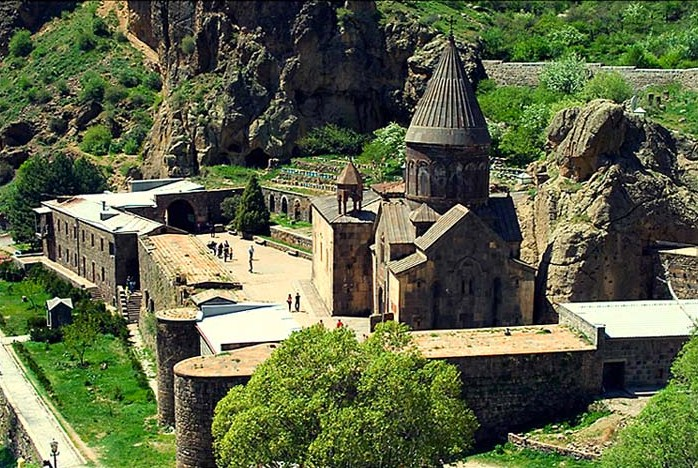
Monastère de Geghard.
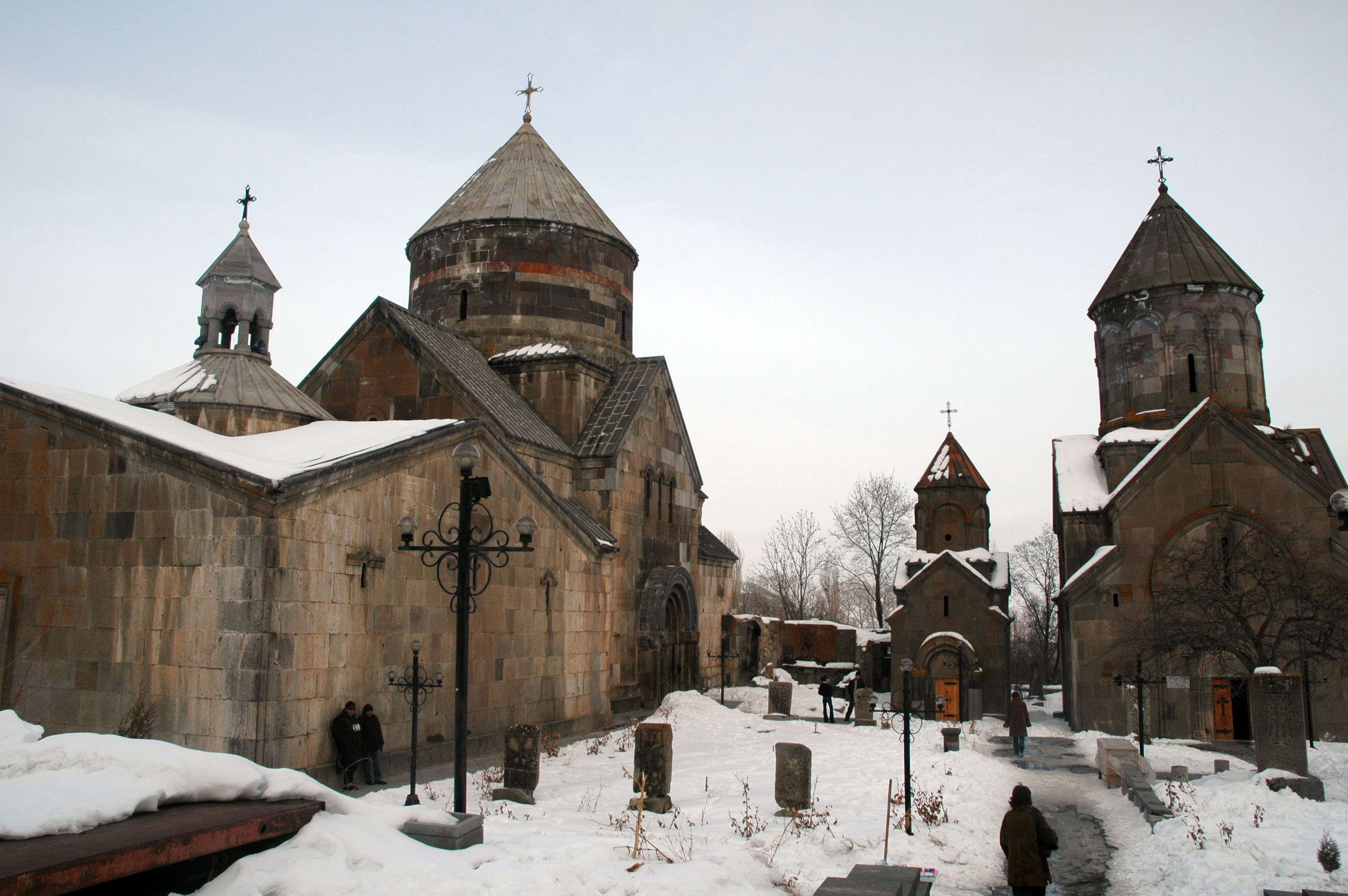
Monastère de Ketcharis.
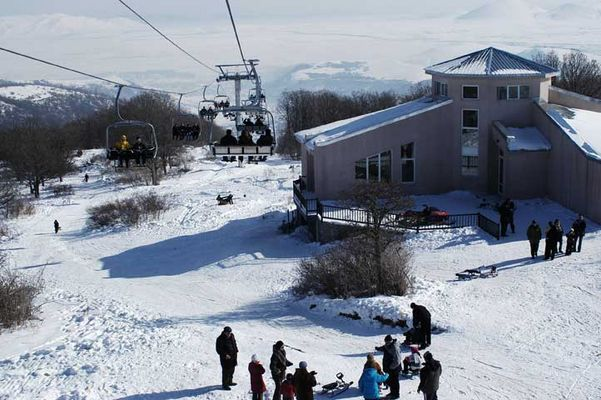
Station de Tsakhkadzor.